# Antônio Henrique Pereira da Silva Neto
Antônio Henrique Pereira da Silva Neto (Recife,28 de outubro de 1940 - Recife, 27 de maio de 1969) foi um sacerdote católico.

## Biografia
Era o primogênito de uma família de 12 irmãos.
Iniciou sua vida escolar no Grupo Escolar Martins Júnior, no bairro da Torre. Posteriormente, foi para o Ginásio da Madalena, onde concluiu o ensino fundamental.
Em 1955, iniciou o ensino médio no Colégio Salesiano do Recife, no período noturno, pois durante o dia trabalhava como office-boy no Citibank.
Aos 16 anos, ingressou no Seminário Menor da Arquidiocese de Olinda e Recife no Bairro da Várzea.
Em 1961, devido ao seu excelente desempenho no seminário, foi contemplado com uma bolsa de estudos de um ano nos Estados Unidos e estudou no Mount Saint Bernard Seminary, em Dubuque (Iowa).
No dia 25 de dezembro de 1965, foi ordenado padre por Dom Hélder Câmara.
Logo após a sua ordenação, foi escolhido para supervisionar a Pastoral da Juventude na Arquidiocese, além disso foi professor:
- no Colégio Marista do Recife;
- no Colégio Vera Cruz;
- no Colégio Nóbrega;
- no Juvenato Dom Vital;
- na Cúria Metropolitana do Recife;
- na Escola Técnica do Derby; e
- na Faculdade de Ciências Sociais.

Dotado de vasta cultura, apreciava música erudita e popular e o artesanato local.[carece de fontes?]
Falava e escrevia fluentemente em inglês, francês e espanhol, além de ter conhecimentos de grego e hebraico. [carece de fontes?]
Foi assassinado no dia 27 de maio de 1969, por integrantes do Comando de Caça aos Comunistas, tendo sido seu corpo encontrado com sinais de tortura e execução.
Como homenagem:
- uma escola municipal, no bairro do Derby, em Recife, recebeu o seu nome;
- foi colocado um busto na Praça de Praça do Parnamirim;
- é o padroeiro da Fazenda Esperança em Jaboatão dos Guararapes, uma comunidade terapêutica local para a recuperação de dependentes de substâncias psicoativas[1] [2] [3] [4] [5] [6] [7] [8].